# 2017-es IIHF divízió III-as jégkorong-világbajnokság
A 2017-es IIHF divízió III-as jégkorong-világbajnokságot Szófiában, Bulgáriában rendezték április 10. és 16. között, egy négyes és egy hármas csoportban. Az első helyezett feljutott a divízió II/B csoportjába.

## Résztvevők
A világbajnokságon az alábbi 7 válogatott vett részt.
| Csapat                  | Kvalifikáció módja                                                             |
| ----------------------- | ------------------------------------------------------------------------------ |
| Bulgária                | Rendező, előző évben a divízió II/B csoportjának 6. helyén végzett és kiesett. |
| Dél-afrikai Köztársaság | Előző évben a divízió III 2. helyén végzett.                                   |
| Luxemburg               | Előző évben a divízió III 3. helyén végzett.                                   |
| Bosznia-Hercegovina     | Előző évben a divízió III 4. helyén végzett. (Visszalépett)                    |
| Hongkong                | Előző évben a divízió III 5. helyén végzett.                                   |
| Grúzia                  | Előző évben a divízió III 6. helyén végzett.                                   |
| Egyesült Arab Emírségek | Előző évben visszalépett, utoljára 2015-ben szerepelt.                         |
| Tajvan                  | Először indult IIHF-tornán.                                                    |

## Csoportkör
A mérkőzések kezdési időpontjai helyi idő szerint (UTC+3) értendők.

### A csoport
| Hely. | Csapat              | M | Gy | HGy | HV | V | G+ | G– | Gk  | P | Feljutás vagy kiesés   |
| ----- | ------------------- | - | -- | --- | -- | - | -- | -- | --- | - | ---------------------- |
| 1.    | Bulgária            | 3 | 3  | 0   | 0  | 0 | 18 | 3  | +15 | 9 | Bejutott az elődöntőbe |
| 2.    | Hongkong            | 3 | 2  | 0   | 0  | 1 | 13 | 12 | +1  | 6 | Bejutott az elődöntőbe |
| 3.    | Tajvan              | 3 | 1  | 0   | 0  | 2 | 7  | 8  | −1  | 3 |                        |
| 4.    | Bosznia-Hercegovina | 3 | 0  | 0   | 0  | 3 | 0  | 15 | −15 | 0 | Visszalépett           |

| 2017. április 10. 20:00 | Bulgária | 3–0 (0–0, 2–0, 1–0) | Tajvan | Téli Sportpalota, Szófia Nézőszám: 950 |

| Jegyzőkönyv | Jegyzőkönyv      | Jegyzőkönyv | Jegyzőkönyv                    | Jegyzőkönyv                                                 |
| --- | ---------------- | ----------- | ------------------------------ | ----------------------------------------------------------- |
| | Dimitar Dimitrov | Kapusok     | Liao Yu-cheng Huang Sheng-chun | Játékvezető: Miha Bajt Vonalbírók: Ferhat Aygün Wiktor Zień |
| \| Dikov (Gatchev) – 21:51 \| 1–0 \| \| \| M. Vasilev (Muhachev, Boyadjiev) (PP) – 38:55 \| 2–0 \| \| \| Dikov (Iskrenov) – 54:42 \| 3–0 \| \| |                  |             |                                | Játékvezető: Miha Bajt Vonalbírók: Ferhat Aygün Wiktor Zień |
| 28 perc | Büntetések       | 18 perc     |                                | Játékvezető: Miha Bajt Vonalbírók: Ferhat Aygün Wiktor Zień |
| 55 | Lövések          | 7           |                                | Játékvezető: Miha Bajt Vonalbírók: Ferhat Aygün Wiktor Zień |
| Dikov (Gatchev) – 21:51 | 1–0              |             |                                | Játékvezető: Miha Bajt Vonalbírók: Ferhat Aygün Wiktor Zień |
| M. Vasilev (Muhachev, Boyadjiev) (PP) – 38:55                                                                                                  | 2–0              |             |                                | Játékvezető: Miha Bajt Vonalbírók: Ferhat Aygün Wiktor Zień |
| Dikov (Iskrenov) – 54:42 | 3–0              |             |                                | Játékvezető: Miha Bajt Vonalbírók: Ferhat Aygün Wiktor Zień |

| 2017. április 11. 20:00 | Hongkong | 3–10 (2–4, 1–2, 0–4) | Bulgária | Téli Sportpalota, Szófia Nézőszám: 800 |

| Jegyzőkönyv | Jegyzőkönyv             | Jegyzőkönyv                                  | Jegyzőkönyv      | Jegyzőkönyv                                               |
| --- | ----------------------- | -------------------------------------------- | ---------------- | --------------------------------------------------------- |
| | King Ho Cheung Ching-ho | Kapusok                                      | Dimitar Dimitrov | Játékvezető: Kim No-su Vonalbírók: Gil Tichon Wiktor Zień |
| \| Au-yeung (Tang) – 02:01 \| 1–0 \| \| \| Au-Yeung (Yeung) (PP) – 08:55 \| 2–0 \| \| \| \| 2–1 \| 09:20 – Iskrenov (Dikov, V. Vasilev) \| \| \| 2–2 \| 11:14 – M. Nikolov (Hodulov, Boyadjiev) (PP) \| \| \| 2–3 \| 16:13 – Dilkov (V. Vasilev (PP) \| \| \| 2–4 \| 19:08 – Iskrenov (Gatchev, Dikov) \| \| Lau (Sham, Tai) – 26:39 \| 3–4 \| \| \| \| 3–5 \| 36:05 – Muhachev (Yotov, M. Vasilev) \| \| \| 3–6 \| 39:29 – Dilkov (Gatchev) \| \| \| 3–7 \| 42:44 – Yotov (Dikov, M. Vasilev) \| \| \| 3–8 \| 47:34 – Muhachev (Yotov, M. Vasilev) \| \| \| 3–9 \| 53:28 – Iskrenov (Mladenov, Dikov) \| \| \| 3–10 \| 58:13 – Iskrenov (Dikov) (SH) \| |                         |                                              |                  | Játékvezető: Kim No-su Vonalbírók: Gil Tichon Wiktor Zień |
| 10 perc | Büntetések              | 18 perc                                      |                  | Játékvezető: Kim No-su Vonalbírók: Gil Tichon Wiktor Zień |
| 13 | Lövések                 | 84                                           |                  | Játékvezető: Kim No-su Vonalbírók: Gil Tichon Wiktor Zień |
| Au-yeung (Tang) – 02:01 | 1–0                     |                                              |                  | Játékvezető: Kim No-su Vonalbírók: Gil Tichon Wiktor Zień |
| Au-Yeung (Yeung) (PP) – 08:55 | 2–0                     |                                              |                  | Játékvezető: Kim No-su Vonalbírók: Gil Tichon Wiktor Zień |
| | 2–1                     | 09:20 – Iskrenov (Dikov, V. Vasilev)         |                  | Játékvezető: Kim No-su Vonalbírók: Gil Tichon Wiktor Zień |
| | 2–2                     | 11:14 – M. Nikolov (Hodulov, Boyadjiev) (PP) |                  |                                                           |
| | 2–3                     | 16:13 – Dilkov (V. Vasilev (PP)              |                  |                                                           |
| | 2–4                     | 19:08 – Iskrenov (Gatchev, Dikov)            |                  |                                                           |
| Lau (Sham, Tai) – 26:39 | 3–4                     |                                              |                  |                                                           |
| | 3–5                     | 36:05 – Muhachev (Yotov, M. Vasilev)         |                  |                                                           |
| | 3–6                     | 39:29 – Dilkov (Gatchev)                     |                  |                                                           |
| | 3–7                     | 42:44 – Yotov (Dikov, M. Vasilev)            |                  |                                                           |
| | 3–8                     | 47:34 – Muhachev (Yotov, M. Vasilev)         |                  |                                                           |
| | 3–9                     | 53:28 – Iskrenov (Mladenov, Dikov)           |                  |                                                           |
| | 3–10                    | 58:13 – Iskrenov (Dikov) (SH)                |                  |                                                           |

| 2017. április 13. 16:30 | Tajvan | 2–5 (0–3, 1–1, 1–1) | Hongkong | Téli Sportpalota, Szófia Nézőszám: 50 |

| Jegyzőkönyv | Jegyzőkönyv                    | Jegyzőkönyv            | Jegyzőkönyv | Jegyzőkönyv                                                             |
| --- | ------------------------------ | ---------------------- | ----------- | ----------------------------------------------------------------------- |
| | Liao Yu-cheng Huang Sheng-chun | Kapusok                | King Ho     | Játékvezető: Cemal Kaya Vonalbírók: Illya Khokhlov Aleh Kliashcheunikau |
| \| \| 0–1 \| 06:13 – Au-yeung (PP) \| \| \| 0–2 \| 13:34 – Kan S. (Chau) \| \| \| 0–3 \| 13:59 – Ngan (Chau) \| \| Yang Hsiao-h. (Chang T., Wei Yu-k.) (PP) – 27:50 \| 1–3 \| \| \| \| 1–4 \| 31:38 – Kan S. (Leung) \| \| Lin (Pai, Tseng) – 45:03 \| 2–4 \| \| \| \| 2–5 \| 58:54 – Chau (SH, ENG) \| |                                |                        |             | Játékvezető: Cemal Kaya Vonalbírók: Illya Khokhlov Aleh Kliashcheunikau |
| 16 perc | Büntetések                     | 12 perc                |             | Játékvezető: Cemal Kaya Vonalbírók: Illya Khokhlov Aleh Kliashcheunikau |
| 31 | Lövések                        | 23                     |             | Játékvezető: Cemal Kaya Vonalbírók: Illya Khokhlov Aleh Kliashcheunikau |
| | 0–1                            | 06:13 – Au-yeung (PP)  |             | Játékvezető: Cemal Kaya Vonalbírók: Illya Khokhlov Aleh Kliashcheunikau |
| | 0–2                            | 13:34 – Kan S. (Chau)  |             | Játékvezető: Cemal Kaya Vonalbírók: Illya Khokhlov Aleh Kliashcheunikau |
| | 0–3                            | 13:59 – Ngan (Chau)    |             | Játékvezető: Cemal Kaya Vonalbírók: Illya Khokhlov Aleh Kliashcheunikau |
| Yang Hsiao-h. (Chang T., Wei Yu-k.) (PP) – 27:50 | 1–3                            |                        |             |                                                                         |
| | 1–4                            | 31:38 – Kan S. (Leung) |             |                                                                         |
| Lin (Pai, Tseng) – 45:03 | 2–4                            |                        |             |                                                                         |
| | 2–5                            | 58:54 – Chau (SH, ENG) |             |                                                                         |

### B csoport
| Hely. | Csapat                  | M | Gy | HGy | HV | V | G+ | G– | Gk  | P | Feljutás vagy kiesés   |
| ----- | ----------------------- | - | -- | --- | -- | - | -- | -- | --- | - | ---------------------- |
| 1.    | Luxemburg               | 3 | 3  | 0   | 0  | 0 | 18 | 3  | +15 | 9 | Bejutott az elődöntőbe |
| 2.    | Grúzia                  | 3 | 2  | 0   | 0  | 1 | 13 | 12 | +1  | 6 | Bejutott az elődöntőbe |
| 3.    | Dél-afrikai Köztársaság | 3 | 1  | 0   | 0  | 2 | 7  | 8  | −1  | 3 |                        |
| 4.    | Egyesült Arab Emírségek | 3 | 0  | 0   | 0  | 3 | 0  | 15 | −15 | 0 |                        |

| 2017. április 10. 13:00 | Luxemburg | 17–0 (4–0, 6–0, 7–0) | Egyesült Arab Emírségek | Téli Sportpalota, Szófia Nézőszám: 50 |

| Jegyzőkönyv | Jegyzőkönyv     | Jegyzőkönyv | Jegyzőkönyv       | Jegyzőkönyv                                                             |
| --- | --------------- | ----------- | ----------------- | ----------------------------------------------------------------------- |
| | Philippe Lepage | Kapusok     | Khaled Al Suwaidi | Játékvezető: Michał Baca Vonalbírók: Aleh Kliashcheunikau Jakob Schauer |
| \| Welter (Wambach, K. Linster) – 01:15 \| 1–0 \| \| \| Mosr (Houdremont) – 04:07 \| 2–0 \| \| \| K. Linster (Welter, T. Beran) (SH) – 07:01 \| 3–0 \| \| \| Eriksson (R. Beran) – 11:00 \| 4–0 \| \| \| R. Beran (Eriksson, Cannon) – 20:24 \| 5–0 \| \| \| Wambach (Mosr) – 21:03 \| 6–0 \| \| \| Cannon (R. Beran) – 22:48 \| 7–0 \| \| \| R. Beran (Cannon) – 32:56 \| 8–0 \| \| \| Cannon (Houdremont, Mosr) – 33:27 \| 9–0 \| \| \| Houdremont (K.Linster) – 37:31 \| 10–0 \| \| \| Cannon (R. Beran) – 40:15 \| 11–0 \| \| \| Welter (T. Beran) (SH) – 44:41 \| 12–0 \| \| \| Cannon (Eriksson, R. Beran) (PP) – 47:08 \| 13–0 \| \| \| Linster (Houdremont) (PP) – 50:00 \| 14–0 \| \| \| Cannon (Schons, Mossong) – 53:55 \| 15–0 \| \| \| Welter (R. Beran) – 54:06 \| 16–0 \| \| \| B. Linster (Mossong) – 59:20 \| 17–0 \| \| |                 |             |                   | Játékvezető: Michał Baca Vonalbírók: Aleh Kliashcheunikau Jakob Schauer |
| 12 perc | Büntetések      | 12 perc     |                   | Játékvezető: Michał Baca Vonalbírók: Aleh Kliashcheunikau Jakob Schauer |
| 52 | Lövések         | 8           |                   | Játékvezető: Michał Baca Vonalbírók: Aleh Kliashcheunikau Jakob Schauer |
| Welter (Wambach, K. Linster) – 01:15 | 1–0             |             |                   | Játékvezető: Michał Baca Vonalbírók: Aleh Kliashcheunikau Jakob Schauer |
| Mosr (Houdremont) – 04:07 | 2–0             |             |                   | Játékvezető: Michał Baca Vonalbírók: Aleh Kliashcheunikau Jakob Schauer |
| K. Linster (Welter, T. Beran) (SH) – 07:01 | 3–0             |             |                   | Játékvezető: Michał Baca Vonalbírók: Aleh Kliashcheunikau Jakob Schauer |
| Eriksson (R. Beran) – 11:00 | 4–0             |             |                   |                                                                         |
| R. Beran (Eriksson, Cannon) – 20:24 | 5–0             |             |                   |                                                                         |
| Wambach (Mosr) – 21:03 | 6–0             |             |                   |                                                                         |
| Cannon (R. Beran) – 22:48 | 7–0             |             |                   |                                                                         |
| R. Beran (Cannon) – 32:56 | 8–0             |             |                   |                                                                         |
| Cannon (Houdremont, Mosr) – 33:27 | 9–0             |             |                   |                                                                         |
| Houdremont (K.Linster) – 37:31 | 10–0            |             |                   |                                                                         |
| Cannon (R. Beran) – 40:15 | 11–0            |             |                   |                                                                         |
| Welter (T. Beran) (SH) – 44:41 | 12–0            |             |                   |                                                                         |
| Cannon (Eriksson, R. Beran) (PP) – 47:08 | 13–0            |             |                   |                                                                         |
| Linster (Houdremont) (PP) – 50:00 | 14–0            |             |                   |                                                                         |
| Cannon (Schons, Mossong) – 53:55 | 15–0            |             |                   |                                                                         |
| Welter (R. Beran) – 54:06 | 16–0            |             |                   |                                                                         |
| B. Linster (Mossong) – 59:20 | 17–0            |             |                   |                                                                         |

| 2017. április 10. 16:30 | Dél-afrikai Köztársaság | 5–6 (1–1, 1–2, 3–3) | Grúzia | Téli Sportpalota, Szófia Nézőszám: 100 |

| Jegyzőkönyv | Jegyzőkönyv     | Jegyzőkönyv                                | Jegyzőkönyv    | Jegyzőkönyv                                                        |
| --- | --------------- | ------------------------------------------ | -------------- | ------------------------------------------------------------------ |
| | Charl Pretorius | Kapusok                                    | Andrei Ilienko | Játékvezető: Ivan Fateev Vonalbírók: Christian Cristeli Gil Tichon |
| \| \| 0–1 \| 04:12 – Dumbadze (Kozyulin) \| \| Magmoed (Husselman) (PP) – 05:44 \| 1–1 \| \| \| Valadas – 28:35 \| 2–1 \| \| \| \| 2–2 \| 33:57 – Dumbadze (Filimonov, Shalunov) \| \| \| 2–3 \| 36:06 – Shalunov (Kurbatov, Dumbadze) (PP) \| \| \| 2–4 \| 42:50 – Kurbatov (Jeiranashvili) \| \| \| 2–5 \| 47:43 – Filimonov (Kurbatov) (PP) \| \| Samaai (Gonsalves) (PP) – 48:35 \| 3–5 \| \| \| \| 3–6 \| 51:52 – Kurbatov (Dumbadze, Kozyulin) (PP) \| \| Marais) – 52:09 \| 4–6 \| \| \| Giot (Marais) – 55:08 \| 5–6 \| \| |                 |                                            |                | Játékvezető: Ivan Fateev Vonalbírók: Christian Cristeli Gil Tichon |
| 46 perc | Büntetések      | 48 perc                                    |                | Játékvezető: Ivan Fateev Vonalbírók: Christian Cristeli Gil Tichon |
| 34 | Lövések         | 19                                         |                | Játékvezető: Ivan Fateev Vonalbírók: Christian Cristeli Gil Tichon |
| | 0–1             | 04:12 – Dumbadze (Kozyulin)                |                | Játékvezető: Ivan Fateev Vonalbírók: Christian Cristeli Gil Tichon |
| Magmoed (Husselman) (PP) – 05:44 | 1–1             |                                            |                | Játékvezető: Ivan Fateev Vonalbírók: Christian Cristeli Gil Tichon |
| Valadas – 28:35 | 2–1             |                                            |                | Játékvezető: Ivan Fateev Vonalbírók: Christian Cristeli Gil Tichon |
| | 2–2             | 33:57 – Dumbadze (Filimonov, Shalunov)     |                |                                                                    |
| | 2–3             | 36:06 – Shalunov (Kurbatov, Dumbadze) (PP) |                |                                                                    |
| | 2–4             | 42:50 – Kurbatov (Jeiranashvili)           |                |                                                                    |
| | 2–5             | 47:43 – Filimonov (Kurbatov) (PP)          |                |                                                                    |
| Samaai (Gonsalves) (PP) – 48:35 | 3–5             |                                            |                |                                                                    |
| | 3–6             | 51:52 – Kurbatov (Dumbadze, Kozyulin) (PP) |                |                                                                    |
| Marais) – 52:09 | 4–6             |                                            |                |                                                                    |
| Giot (Marais) – 55:08 | 5–6             |                                            |                |                                                                    |

| 2017. április 11. 13:00 | Luxemburg | 6–4 (1–1, 3–1, 2–2) | Grúzia | Téli Sportpalota, Szófia Nézőszám: 50 |

| Jegyzőkönyv | Jegyzőkönyv     | Jegyzőkönyv                                 | Jegyzőkönyv    | Jegyzőkönyv                                                         |
| --- | --------------- | ------------------------------------------- | -------------- | ------------------------------------------------------------------- |
| | Philippe Lepage | Kapusok                                     | Andrei Ilienko | Játékvezető: Cemal Kaya Vonalbírók: Illya Khohlov Luchezar Stoyanov |
| \| Schons (Cannon, R. Beran) (PP) – 13:29 \| 1–0 \| \| \| \| 1–1 \| 19:40 – Kozyulin (Kurbatov) (PP) \| \| Eriksson (R. Beran, Cannon) – 20:31 \| 2–1 \| \| \| R. Beran (Cannon) (PP) – 25:25 \| 3–1 \| \| \| Cannon (R. Beran, Eriksson) – 36:39 \| 4–1 \| \| \| \| 4–2 \| 37:35 – Shvetsov (PS) \| \| \| 4–3 \| 42:07 – Shvetsov (Kozyulin) \| \| Welter (R. Beran) (PP) – 57:10 \| 5–3 \| \| \| \| 5–4 \| 58:13 – Filimonov (Kurbatov, Shvetsov) (EA) \| \| Eriksson (ENG) – 59:09 \| 6–4 \| \| |                 |                                             |                | Játékvezető: Cemal Kaya Vonalbírók: Illya Khohlov Luchezar Stoyanov |
| 22 perc | Büntetések      | 48 perc                                     |                | Játékvezető: Cemal Kaya Vonalbírók: Illya Khohlov Luchezar Stoyanov |
| 40 | Lövések         | 25                                          |                | Játékvezető: Cemal Kaya Vonalbírók: Illya Khohlov Luchezar Stoyanov |
| Schons (Cannon, R. Beran) (PP) – 13:29 | 1–0             |                                             |                | Játékvezető: Cemal Kaya Vonalbírók: Illya Khohlov Luchezar Stoyanov |
| | 1–1             | 19:40 – Kozyulin (Kurbatov) (PP)            |                | Játékvezető: Cemal Kaya Vonalbírók: Illya Khohlov Luchezar Stoyanov |
| Eriksson (R. Beran, Cannon) – 20:31 | 2–1             |                                             |                | Játékvezető: Cemal Kaya Vonalbírók: Illya Khohlov Luchezar Stoyanov |
| R. Beran (Cannon) (PP) – 25:25 | 3–1             |                                             |                |                                                                     |
| Cannon (R. Beran, Eriksson) – 36:39 | 4–1             |                                             |                |                                                                     |
| | 4–2             | 37:35 – Shvetsov (PS)                       |                |                                                                     |
| | 4–3             | 42:07 – Shvetsov (Kozyulin)                 |                |                                                                     |
| Welter (R. Beran) (PP) – 57:10 | 5–3             |                                             |                |                                                                     |
| | 5–4             | 58:13 – Filimonov (Kurbatov, Shvetsov) (EA) |                |                                                                     |
| Eriksson (ENG) – 59:09 | 6–4             |                                             |                |                                                                     |

| 2017. április 11. 16:30 | Egyesült Arab Emírségek | 0–8 (0–1, 0–4, 0–3) | Dél-afrikai Köztársaság | Téli Sportpalota, Szófia Nézőszám: 50 |

| Jegyzőkönyv | Jegyzőkönyv      | Jegyzőkönyv                              | Jegyzőkönyv | Jegyzőkönyv                                                    |
| --- | ---------------- | ---------------------------------------- | ----------- | -------------------------------------------------------------- |
| | Ahmed Al-Dhaheri | Kapusok                                  | Gary Bock   | Játékvezető: Michał Baca Vonalbírók: Ferhat Aygün Jonas Merten |
| \| \| 0–1 \| 04:05 – Botha (Bremner) \| \| \| 0–2 \| 26:43 – Compton (Valadas) \| \| \| 0–3 \| 32:48 – Van Doesburgh (Samaai, De Jager) \| \| \| 0–4 \| 33:14 – Samaai (Birrell) (PP) \| \| \| 0–5 \| 38:08 – Magmoed (Birell, Botha) (PP) \| \| \| 0–6 \| 49:05 – De Jager (Edwards, Husselman) \| \| \| 0–7 \| 54:29 – Van Doesburgh (Botha) (SH) \| \| \| 0–8 \| 58:28 – Gonsalves (SH) \| |                  |                                          |             | Játékvezető: Michał Baca Vonalbírók: Ferhat Aygün Jonas Merten |
| 14 perc | Büntetések       | 30 perc                                  |             | Játékvezető: Michał Baca Vonalbírók: Ferhat Aygün Jonas Merten |
| 12 | Lövések          | 33                                       |             | Játékvezető: Michał Baca Vonalbírók: Ferhat Aygün Jonas Merten |
| | 0–1              | 04:05 – Botha (Bremner)                  |             | Játékvezető: Michał Baca Vonalbírók: Ferhat Aygün Jonas Merten |
| | 0–2              | 26:43 – Compton (Valadas)                |             | Játékvezető: Michał Baca Vonalbírók: Ferhat Aygün Jonas Merten |
| | 0–3              | 32:48 – Van Doesburgh (Samaai, De Jager) |             | Játékvezető: Michał Baca Vonalbírók: Ferhat Aygün Jonas Merten |
| | 0–4              | 33:14 – Samaai (Birrell) (PP)            |             |                                                                |
| | 0–5              | 38:08 – Magmoed (Birell, Botha) (PP)     |             |                                                                |
| | 0–6              | 49:05 – De Jager (Edwards, Husselman)    |             |                                                                |
| | 0–7              | 54:29 – Van Doesburgh (Botha) (SH)       |             |                                                                |
| | 0–8              | 58:28 – Gonsalves (SH)                   |             |                                                                |

| 2017. április 13. 13:00 | Grúzia | 19–0 (9–0, 2–0, 8–0) | Egyesült Arab Emírségek | Téli Sportpalota, Szófia Nézőszám: 300 |

| Jegyzőkönyv | Jegyzőkönyv    | Jegyzőkönyv | Jegyzőkönyv       | Jegyzőkönyv                                                   |
| --- | -------------- | ----------- | ----------------- | ------------------------------------------------------------- |
| | Andrei Ilienko | Kapusok     | Khaled Al-Suwaidi | Játékvezető: Miha Bajt Vonalbírók: Jonas Merten Jakob Schauer |
| \| Shvetsov (Kozyulin, Dumbadze) (PP) – 04:13 \| 1–0 \| \| \| Shvetsov (Filimonov) – 04:31 \| 2–0 \| \| \| Shalunov (Oganeziani, Kurbatov) – 07:50 \| 3–0 \| \| \| Oganeziani (Shvetsov) – 08:58 \| 4–0 \| \| \| Kozyulin (Shvetsov, Filimonov) – 11:39 \| 5–0 \| \| \| Filimonov (Shvetsov, Kurbatov) – 13:29 \| 6–0 \| \| \| Kozyulin – 13:39 \| 7–0 \| \| \| Kozyulin (Jeiranashvili) – 15:09 \| 8–0 \| \| \| Shalunov (Kozyulin) – 18:25 \| 9–0 \| \| \| Kurbatov (Shvetsov) (PP) – 20:36 \| 10–0 \| \| \| Dumbadze (Shalunov) – 37:58 \| 11–0 \| \| \| Kozyulin (Shalunov) (SH) – 49:08 \| 12–0 \| \| \| Dumbadze (Kurbatov, Kozyulin) – 49:38 \| 13–0 \| \| \| Kozyulin (Kurbatov, Dumbadze) – 51:24 \| 14–0 \| \| \| Kurbatov (Shvetsov) – 52:57 \| 15–0 \| \| \| Kozyulin (SH) – 54:53 \| 16–0 \| \| \| Kozyulin (Dumbadze) – 57:40 \| 17–0 \| \| \| Kozyulin (Filimonov) – 59:07 \| 18–0 \| \| \| Kurbatov (Dumbadze) – 59:41 \| 19–0 \| \| |                |             |                   | Játékvezető: Miha Bajt Vonalbírók: Jonas Merten Jakob Schauer |
| 30 perc | Büntetések     | 10 perc     |                   | Játékvezető: Miha Bajt Vonalbírók: Jonas Merten Jakob Schauer |
| 63 | Lövések        | 14          |                   | Játékvezető: Miha Bajt Vonalbírók: Jonas Merten Jakob Schauer |
| Shvetsov (Kozyulin, Dumbadze) (PP) – 04:13 | 1–0            |             |                   | Játékvezető: Miha Bajt Vonalbírók: Jonas Merten Jakob Schauer |
| Shvetsov (Filimonov) – 04:31 | 2–0            |             |                   | Játékvezető: Miha Bajt Vonalbírók: Jonas Merten Jakob Schauer |
| Shalunov (Oganeziani, Kurbatov) – 07:50 | 3–0            |             |                   | Játékvezető: Miha Bajt Vonalbírók: Jonas Merten Jakob Schauer |
| Oganeziani (Shvetsov) – 08:58 | 4–0            |             |                   |                                                               |
| Kozyulin (Shvetsov, Filimonov) – 11:39 | 5–0            |             |                   |                                                               |
| Filimonov (Shvetsov, Kurbatov) – 13:29 | 6–0            |             |                   |                                                               |
| Kozyulin – 13:39 | 7–0            |             |                   |                                                               |
| Kozyulin (Jeiranashvili) – 15:09 | 8–0            |             |                   |                                                               |
| Shalunov (Kozyulin) – 18:25 | 9–0            |             |                   |                                                               |
| Kurbatov (Shvetsov) (PP) – 20:36 | 10–0           |             |                   |                                                               |
| Dumbadze (Shalunov) – 37:58 | 11–0           |             |                   |                                                               |
| Kozyulin (Shalunov) (SH) – 49:08 | 12–0           |             |                   |                                                               |
| Dumbadze (Kurbatov, Kozyulin) – 49:38 | 13–0           |             |                   |                                                               |
| Kozyulin (Kurbatov, Dumbadze) – 51:24 | 14–0           |             |                   |                                                               |
| Kurbatov (Shvetsov) – 52:57 | 15–0           |             |                   |                                                               |
| Kozyulin (SH) – 54:53 | 16–0           |             |                   |                                                               |
| Kozyulin (Dumbadze) – 57:40 | 17–0           |             |                   |                                                               |
| Kozyulin (Filimonov) – 59:07 | 18–0           |             |                   |                                                               |
| Kurbatov (Dumbadze) – 59:41 | 19–0           |             |                   |                                                               |

| 2017. április 13. 20:00 | Dél-afrikai Köztársaság | 1–3 (0–1, 0–0, 1–2) | Luxemburg | Téli Sportpalota, Szófia Nézőszám: 250 |

| Jegyzőkönyv | Jegyzőkönyv     | Jegyzőkönyv                         | Jegyzőkönyv   | Jegyzőkönyv                                                             |
| --- | --------------- | ----------------------------------- | ------------- | ----------------------------------------------------------------------- |
| | Charl Pretorius | Kapusok                             | Gilles Mangen | Játékvezető: Kim No-su Vonalbírók: Christian Cristeli Luchezar Stoyanov |
| \| \| 0–1 \| 07:04 – Minden (Holtzem) \| \| Valadas (Birrell) – 50:54 \| 1–1 \| \| \| \| 1–2 \| 56:46 – R. Beran (Cannon, Eriksson) \| \| \| 1–3 \| 59:11 – Houdremont (Holtzem) (ENG) \| |                 |                                     |               | Játékvezető: Kim No-su Vonalbírók: Christian Cristeli Luchezar Stoyanov |
| 8 perc | Büntetések      | 18 perc                             |               | Játékvezető: Kim No-su Vonalbírók: Christian Cristeli Luchezar Stoyanov |
| 36 | Lövések         | 14                                  |               | Játékvezető: Kim No-su Vonalbírók: Christian Cristeli Luchezar Stoyanov |
| | 0–1             | 07:04 – Minden (Holtzem)            |               | Játékvezető: Kim No-su Vonalbírók: Christian Cristeli Luchezar Stoyanov |
| Valadas (Birrell) – 50:54 | 1–1             |                                     |               | Játékvezető: Kim No-su Vonalbírók: Christian Cristeli Luchezar Stoyanov |
| | 1–2             | 56:46 – R. Beran (Cannon, Eriksson) |               | Játékvezető: Kim No-su Vonalbírók: Christian Cristeli Luchezar Stoyanov |
| | 1–3             | 59:11 – Houdremont (Holtzem) (ENG)  |               |                                                                         |

## Egyenes kieséses szakasz

### Az 5–7. helyért (elődöntő)
| 2017. április 15. 13:00 | Tajvan | 4–0 (3–0, 0–0, 1–0) | Egyesült Arab Emírségek | Téli Sportpalota, Szófia Nézőszám: 50 |

| Jegyzőkönyv | Jegyzőkönyv   | Jegyzőkönyv | Jegyzőkönyv      | Jegyzőkönyv                                                        |
| --- | ------------- | ----------- | ---------------- | ------------------------------------------------------------------ |
| | Liao Yu-cheng | Kapusok     | Ahmed Al-Dhaheri | Játékvezető: Cemal Kaya Vonalbírók: Ferhat Aygün Luchezar Stoyanov |
| \| Tseng (Tang Y., Chang Ha.) (PP) – 06:43 \| 1–0 \| \| \| Lin (Shen, Tseng) (PP) – 10:25 \| 2–0 \| \| \| Wei Yu-k. (Yang Hsiao-h.) – 12:32 \| 3–0 \| \| \| Shen (Wei Yu-k.) – 46:17 \| 4–0 \| \| |               |             |                  | Játékvezető: Cemal Kaya Vonalbírók: Ferhat Aygün Luchezar Stoyanov |
| 14 perc | Büntetések    | 8 perc      |                  | Játékvezető: Cemal Kaya Vonalbírók: Ferhat Aygün Luchezar Stoyanov |
| 40 | Lövések       | 28          |                  | Játékvezető: Cemal Kaya Vonalbírók: Ferhat Aygün Luchezar Stoyanov |
| Tseng (Tang Y., Chang Ha.) (PP) – 06:43 | 1–0           |             |                  | Játékvezető: Cemal Kaya Vonalbírók: Ferhat Aygün Luchezar Stoyanov |
| Lin (Shen, Tseng) (PP) – 10:25 | 2–0           |             |                  | Játékvezető: Cemal Kaya Vonalbírók: Ferhat Aygün Luchezar Stoyanov |
| Wei Yu-k. (Yang Hsiao-h.) – 12:32 | 3–0           |             |                  | Játékvezető: Cemal Kaya Vonalbírók: Ferhat Aygün Luchezar Stoyanov |
| Shen (Wei Yu-k.) – 46:17 | 4–0           |             |                  |                                                                    |

### Elődöntők
| 2017. április 15. 16:30 | Luxemburg | 8–1 (3–0, 2–1, 3–0) | Hongkong | Téli Sportpalota, Szófia Nézőszám: 250 |

| Jegyzőkönyv | Jegyzőkönyv     | Jegyzőkönyv                   | Jegyzőkönyv             | Jegyzőkönyv                                                     |
| --- | --------------- | ----------------------------- | ----------------------- | --------------------------------------------------------------- |
| | Philippe Lepage | Kapusok                       | King Ho Cheung Ching-ho | Játékvezető: Ivan Fateyev Vonalbírók: Illya Khokhlov Gil Tichon |
| \| K. Linster (R. Beran) – 02:50 \| 1–0 \| \| \| Cannon (R. Beran) – 17:41 \| 2–0 \| \| \| Cannon (B. Linster) – 19:59 \| 3–0 \| \| \| \| 3–1 \| 20:11 – Au-yeung (Tang, Wong) \| \| Minden (T. Beran, Welter) – 28:19 \| 4–1 \| \| \| Cannon – 29:34 \| 5–1 \| \| \| R. Beran – 48:51 \| 6–1 \| \| \| Wambach – 57:20 \| 7–1 \| \| \| Mosr (Houdremont, Thill) – 58:07 \| 8–1 \| \| |                 |                               |                         | Játékvezető: Ivan Fateyev Vonalbírók: Illya Khokhlov Gil Tichon |
| 2 perc | Büntetések      | 2 perc                        |                         | Játékvezető: Ivan Fateyev Vonalbírók: Illya Khokhlov Gil Tichon |
| 52 | Lövések         | 13                            |                         | Játékvezető: Ivan Fateyev Vonalbírók: Illya Khokhlov Gil Tichon |
| K. Linster (R. Beran) – 02:50 | 1–0             |                               |                         | Játékvezető: Ivan Fateyev Vonalbírók: Illya Khokhlov Gil Tichon |
| Cannon (R. Beran) – 17:41 | 2–0             |                               |                         | Játékvezető: Ivan Fateyev Vonalbírók: Illya Khokhlov Gil Tichon |
| Cannon (B. Linster) – 19:59 | 3–0             |                               |                         | Játékvezető: Ivan Fateyev Vonalbírók: Illya Khokhlov Gil Tichon |
| | 3–1             | 20:11 – Au-yeung (Tang, Wong) |                         |                                                                 |
| Minden (T. Beran, Welter) – 28:19 | 4–1             |                               |                         |                                                                 |
| Cannon – 29:34 | 5–1             |                               |                         |                                                                 |
| R. Beran – 48:51 | 6–1             |                               |                         |                                                                 |
| Wambach – 57:20 | 7–1             |                               |                         |                                                                 |
| Mosr (Houdremont, Thill) – 58:07 | 8–1             |                               |                         |                                                                 |

| 2017. április 15. 20:00 | Bulgária | 9–3 (4–0, 2–1, 3–2) | Grúzia | Téli Sportpalota, Szófia Nézőszám: 750 |

| Jegyzőkönyv | Jegyzőkönyv      | Jegyzőkönyv                           | Jegyzőkönyv    | Jegyzőkönyv                                                   |
| --- | ---------------- | ------------------------------------- | -------------- | ------------------------------------------------------------- |
| | Dimitar Dimitrov | Kapusok                               | Andrei Ilienko | Játékvezető: Michał Baca Vonalbírók: Jonas Merten Wiktor Zień |
| \| Iskrenov (Hodulov) – 07:59 \| 1–0 \| \| \| M. Vasilev (Yotov) (PP2) – 11:23 \| 2–0 \| \| \| Nikolov (Hodulov) – 15:19 \| 3–0 \| \| \| Cvetanov (M. Vasilev, Yotov) – 17:29 \| 4–0 \| \| \| \| 4–1 \| 24:10 – Kozyulin (Shvetsov) (PP2) \| \| Muhachev (Dikov, Boyadjiev) (SH) – 26:38 \| 5–1 \| \| \| T. Georgiev (Muhachev, Yotov) – 37:15 \| 6–1 \| \| \| \| 6–2 \| 42:32 – Shvetsov (Kurbatov, Kozyulin) \| \| Cvetanov (Yotov, Hodulov) – 44:12 \| 7–2 \| \| \| Iskrenov (Hodulov, Boyadjiev) – 50:16 \| 8–2 \| \| \| Cvetanov (Gyurov, Yotov) (PP2) – 52:36 \| 9–2 \| \| \| \| 9–3 \| 55:30 – Shvetsov (Kurbatov) \| |                  |                                       |                | Játékvezető: Michał Baca Vonalbírók: Jonas Merten Wiktor Zień |
| 12 perc | Büntetések       | 40 perc                               |                | Játékvezető: Michał Baca Vonalbírók: Jonas Merten Wiktor Zień |
| 64 | Lövések          | 37                                    |                | Játékvezető: Michał Baca Vonalbírók: Jonas Merten Wiktor Zień |
| Iskrenov (Hodulov) – 07:59 | 1–0              |                                       |                | Játékvezető: Michał Baca Vonalbírók: Jonas Merten Wiktor Zień |
| M. Vasilev (Yotov) (PP2) – 11:23 | 2–0              |                                       |                | Játékvezető: Michał Baca Vonalbírók: Jonas Merten Wiktor Zień |
| Nikolov (Hodulov) – 15:19 | 3–0              |                                       |                | Játékvezető: Michał Baca Vonalbírók: Jonas Merten Wiktor Zień |
| Cvetanov (M. Vasilev, Yotov) – 17:29 | 4–0              |                                       |                |                                                               |
| | 4–1              | 24:10 – Kozyulin (Shvetsov) (PP2)     |                |                                                               |
| Muhachev (Dikov, Boyadjiev) (SH) – 26:38 | 5–1              |                                       |                |                                                               |
| T. Georgiev (Muhachev, Yotov) – 37:15 | 6–1              |                                       |                |                                                               |
| | 6–2              | 42:32 – Shvetsov (Kurbatov, Kozyulin) |                |                                                               |
| Cvetanov (Yotov, Hodulov) – 44:12 | 7–2              |                                       |                |                                                               |
| Iskrenov (Hodulov, Boyadjiev) – 50:16 | 8–2              |                                       |                |                                                               |
| Cvetanov (Gyurov, Yotov) (PP2) – 52:36 | 9–2              |                                       |                |                                                               |
| | 9–3              | 55:30 – Shvetsov (Kurbatov)           |                |                                                               |

### Az 5. helyért
| 2017. április 16. 12:30 | Dél-afrikai Köztársaság | 7–3 (3–2, 3–0, 1–1) | Tajvan | Téli Sportpalota, Szófia Nézőszám: 150 |

| Jegyzőkönyv | Jegyzőkönyv               | Jegyzőkönyv                             | Jegyzőkönyv                    | Jegyzőkönyv                                                        |
| --- | ------------------------- | --------------------------------------- | ------------------------------ | ------------------------------------------------------------------ |
| | Gary Bock Charl Pretorius | Kapusok                                 | Liao Yu-cheng Huang Sheng-chun | Játékvezető: Kim No-su Vonalbírók: Jakob Schauer Luchezar Stoyanov |
| \| Willemstijn (Van Doesburgh) – 01:05 \| 1–0 \| \| \| Husselman (Birrell, Gordon) – 05:53 \| 2–0 \| \| \| \| 2–1 \| 06:54 – Wei Yu-c. \| \| Giot (Edwards) (PP) – 18:11 \| 3–1 \| \| \| \| 3–2 \| 19:56 – Shen (Yang Hsiao-h., Wei Yu-k.) \| \| Husselman (Giot) – 25:56 \| 4–2 \| \| \| Edwards (Gordon, Husselman) – 31:56 \| 5–2 \| \| \| Botha (Van Doesburgh) – 39:56 \| 6–2 \| \| \| \| 6–3 \| 43:29 – Tang Y. (Pai) (PP) \| \| Samaai (Edwards, Gordon) – 48:22 \| 7–3 \| \| |                           |                                         |                                | Játékvezető: Kim No-su Vonalbírók: Jakob Schauer Luchezar Stoyanov |
| 18 perc | Büntetések                | 8 perc                                  |                                | Játékvezető: Kim No-su Vonalbírók: Jakob Schauer Luchezar Stoyanov |
| 42 | Lövések                   | 15                                      |                                | Játékvezető: Kim No-su Vonalbírók: Jakob Schauer Luchezar Stoyanov |
| Willemstijn (Van Doesburgh) – 01:05 | 1–0                       |                                         |                                | Játékvezető: Kim No-su Vonalbírók: Jakob Schauer Luchezar Stoyanov |
| Husselman (Birrell, Gordon) – 05:53 | 2–0                       |                                         |                                | Játékvezető: Kim No-su Vonalbírók: Jakob Schauer Luchezar Stoyanov |
| | 2–1                       | 06:54 – Wei Yu-c.                       |                                | Játékvezető: Kim No-su Vonalbírók: Jakob Schauer Luchezar Stoyanov |
| Giot (Edwards) (PP) – 18:11 | 3–1                       |                                         |                                |                                                                    |
| | 3–2                       | 19:56 – Shen (Yang Hsiao-h., Wei Yu-k.) |                                |                                                                    |
| Husselman (Giot) – 25:56 | 4–2                       |                                         |                                |                                                                    |
| Edwards (Gordon, Husselman) – 31:56 | 5–2                       |                                         |                                |                                                                    |
| Botha (Van Doesburgh) – 39:56 | 6–2                       |                                         |                                |                                                                    |
| | 6–3                       | 43:29 – Tang Y. (Pai) (PP)              |                                |                                                                    |
| Samaai (Edwards, Gordon) – 48:22 | 7–3                       |                                         |                                |                                                                    |

### A 3. helyért
| 2017. április 16. 16:00 | Hongkong | 3–14 (1–6, 1–3, 1–5) | Grúzia | Téli Sportpalota, Szófia Nézőszám: 50 |

| Jegyzőkönyv | Jegyzőkönyv             | Jegyzőkönyv                                  | Jegyzőkönyv                    | Jegyzőkönyv                                                       |
| --- | ----------------------- | -------------------------------------------- | ------------------------------ | ----------------------------------------------------------------- |
| | King Ho Cheung Ching-ho | Kapusok                                      | Andrei Ilienko Kakha Ambrolava | Játékvezető: Miha Bajt Vonalbírók: Christian Cristeli Wiktor Zień |
| \| \| 0–1 \| 06:13 – Dumbadze (Kozyulin) \| \| \| 0–2 \| 07:51 – Kozyulin (Dumbadze, Geperidze) \| \| Sham (Tang, Au-yeung) – 08:11 \| 1–2 \| \| \| \| 1–3 \| 10:26 – Kurbatov (Dumbadze, Filimonov) (PP) \| \| \| 1–4 \| 15:12 – Shvetsov (Filimonov, Kozyulin) (PP) \| \| \| 1–5 \| 18:45 – Kozyulin \| \| \| 1–6 \| 19:40 – Shvetsov (Oganeziani, Filimonov) \| \| Tang (Au-yeung, Sham) (PP) – 25:56 \| 2–6 \| \| \| \| 2–7 \| 28:28 – Shvetsov (Kurbatov, Filimonov) \| \| \| 2–8 \| 31:08 – Dumbadze (Kozyulin) \| \| \| 2–9 \| 32:09 – Oganeziani (Kurbatov, Shvetsov) \| \| \| 2–10 \| 42:09 – Shvetsov (Filimonov) \| \| \| 2–11 \| 45:44 – Shvetsov (Kozyulin, Kurbatov) (PP) \| \| \| 2–12 \| 48:45 – Kozyulin (Kurbatov, Dumbadze) \| \| \| 2–13 \| 50:47 – Jeiranashvili (Shalunov) \| \| Tang – 53:38 \| 3–13 \| \| \| \| 3–14 \| 56:41 – Oganeziani (Kozyulin, Shvetsov) (PP) \| |                         |                                              |                                | Játékvezető: Miha Bajt Vonalbírók: Christian Cristeli Wiktor Zień |
| 10 perc | Büntetések              | 6 perc                                       |                                | Játékvezető: Miha Bajt Vonalbírók: Christian Cristeli Wiktor Zień |
| 24 | Lövések                 | 43                                           |                                | Játékvezető: Miha Bajt Vonalbírók: Christian Cristeli Wiktor Zień |
| | 0–1                     | 06:13 – Dumbadze (Kozyulin)                  |                                | Játékvezető: Miha Bajt Vonalbírók: Christian Cristeli Wiktor Zień |
| | 0–2                     | 07:51 – Kozyulin (Dumbadze, Geperidze)       |                                | Játékvezető: Miha Bajt Vonalbírók: Christian Cristeli Wiktor Zień |
| Sham (Tang, Au-yeung) – 08:11 | 1–2                     |                                              |                                | Játékvezető: Miha Bajt Vonalbírók: Christian Cristeli Wiktor Zień |
| | 1–3                     | 10:26 – Kurbatov (Dumbadze, Filimonov) (PP)  |                                |                                                                   |
| | 1–4                     | 15:12 – Shvetsov (Filimonov, Kozyulin) (PP)  |                                |                                                                   |
| | 1–5                     | 18:45 – Kozyulin                             |                                |                                                                   |
| | 1–6                     | 19:40 – Shvetsov (Oganeziani, Filimonov)     |                                |                                                                   |
| Tang (Au-yeung, Sham) (PP) – 25:56 | 2–6                     |                                              |                                |                                                                   |
| | 2–7                     | 28:28 – Shvetsov (Kurbatov, Filimonov)       |                                |                                                                   |
| | 2–8                     | 31:08 – Dumbadze (Kozyulin)                  |                                |                                                                   |
| | 2–9                     | 32:09 – Oganeziani (Kurbatov, Shvetsov)      |                                |                                                                   |
| | 2–10                    | 42:09 – Shvetsov (Filimonov)                 |                                |                                                                   |
| | 2–11                    | 45:44 – Shvetsov (Kozyulin, Kurbatov) (PP)   |                                |                                                                   |
| | 2–12                    | 48:45 – Kozyulin (Kurbatov, Dumbadze)        |                                |                                                                   |
| | 2–13                    | 50:47 – Jeiranashvili (Shalunov)             |                                |                                                                   |
| Tang – 53:38 | 3–13                    |                                              |                                |                                                                   |
| | 3–14                    | 56:41 – Oganeziani (Kozyulin, Shvetsov) (PP) |                                |                                                                   |

### Döntő
| 2017. április 16. 19:30 | Luxemburg | 10–4 (3–3, 4–1, 3–0) | Bulgária | Téli Sportpalota, Szófia Nézőszám: 950 |

| Jegyzőkönyv | Jegyzőkönyv     | Jegyzőkönyv                          | Jegyzőkönyv                     | Jegyzőkönyv                                                             |
| --- | --------------- | ------------------------------------ | ------------------------------- | ----------------------------------------------------------------------- |
| | Philippe Lepage | Kapusok                              | Dimitar Dimitrov Nikola Nikolov | Játékvezető: Ivan Fateyev Vonalbírók: Aleh Kliashcheunikau Jonas Merten |
| \| \| 0–1 \| 02:15 – M. Vasilev (Muhachev, Yotov) \| \| T. Beran (Welter) – 04:36 \| 1–1 \| \| \| \| 1–2 \| 09:17 –Yotov (Gyurov, Muhachev) (PP) \| \| \| 1–3 \| 15:15 – Iskrenov (Hodulov) \| \| Welter (Mosr) – 15:47 \| 2–3 \| \| \| Schons (Scheier, R. Beran) – 18:49 \| 3–3 \| \| \| K. Linster (Eriksson) (PP) – 22:48 \| 4–3 \| \| \| \| 4–4 \| 29:39 – Yotov (Muhachev) (SH) \| \| Welter (T. Beran) – 31:34 \| 5–4 \| \| \| Mosr – 37:56 \| 6–4 \| \| \| Cannon (R. Beran) (PP2) – 39:53 \| 7–4 \| \| \| Mosr (Schons) (PP2) – 51:06 \| 8–4 \| \| \| T. Beran (Holtzem) – 52:50 \| 9–4 \| \| \| R. Beran (ENG) – 56:34 \| 10–4 \| \| |                 |                                      |                                 | Játékvezető: Ivan Fateyev Vonalbírók: Aleh Kliashcheunikau Jonas Merten |
| 12 perc | Büntetések      | 34 perc                              |                                 | Játékvezető: Ivan Fateyev Vonalbírók: Aleh Kliashcheunikau Jonas Merten |
| 31 | Lövések         | 61                                   |                                 | Játékvezető: Ivan Fateyev Vonalbírók: Aleh Kliashcheunikau Jonas Merten |
| | 0–1             | 02:15 – M. Vasilev (Muhachev, Yotov) |                                 | Játékvezető: Ivan Fateyev Vonalbírók: Aleh Kliashcheunikau Jonas Merten |
| T. Beran (Welter) – 04:36 | 1–1             |                                      |                                 | Játékvezető: Ivan Fateyev Vonalbírók: Aleh Kliashcheunikau Jonas Merten |
| | 1–2             | 09:17 –Yotov (Gyurov, Muhachev) (PP) |                                 | Játékvezető: Ivan Fateyev Vonalbírók: Aleh Kliashcheunikau Jonas Merten |
| | 1–3             | 15:15 – Iskrenov (Hodulov)           |                                 |                                                                         |
| Welter (Mosr) – 15:47 | 2–3             |                                      |                                 |                                                                         |
| Schons (Scheier, R. Beran) – 18:49 | 3–3             |                                      |                                 |                                                                         |
| K. Linster (Eriksson) (PP) – 22:48 | 4–3             |                                      |                                 |                                                                         |
| | 4–4             | 29:39 – Yotov (Muhachev) (SH)        |                                 |                                                                         |
| Welter (T. Beran) – 31:34 | 5–4             |                                      |                                 |                                                                         |
| Mosr – 37:56 | 6–4             |                                      |                                 |                                                                         |
| Cannon (R. Beran) (PP2) – 39:53 | 7–4             |                                      |                                 |                                                                         |
| Mosr (Schons) (PP2) – 51:06 | 8–4             |                                      |                                 |                                                                         |
| T. Beran (Holtzem) – 52:50 | 9–4             |                                      |                                 |                                                                         |
| R. Beran (ENG) – 56:34 | 10–4            |                                      |                                 |                                                                         |

### Végeredmény
| Jelmagyarázat                      |
| ---------------------------------- |
| Feljutott a divízió II/B-be.       |
| Kiesett a divízió III selejtezőbe. |

| # | Csapat                      |
| - | --------------------------- |
| 1 | Luxemburg (F)               |
| 2 | Bulgária (R)                |
| 3 | Grúzia                      |
| 4 | Hongkong                    |
| 5 | Dél-afrikai Köztársaság     |
| 6 | Tajvan                      |
| 7 | Egyesült Arab Emírségek (K) |

(R) Rendező; (F) Feljutott; (K) Kiesett.
Source: IIHF.com